# Brian Devening
Brian Devening (* 16. Juli 1967 in Milwaukee, Wisconsin) ist ein ehemaliger US-amerikanischer Tennisspieler.

## Karriere
Devening war 1983 nationaler U16-Hartplatzmeister und studierte zwischen 1985 und 1989 an der Southern Methodist University, wo er auch College Tennis spielte.
1990 wurde er Tennisprofi und spielte zunächst auf Satellite-Turnieren und der ATP Challenger Tour. Auf der ATP Tour hatte er nur als Doppelspieler nennenswerte Erfolge. Er stand 1993 im Doppelfinale der Swedish Open und von Santiago. Weitere nennenswerte Resultate waren Halbfinalteilnahmen in Prag und Tel Aviv 1992 sowie in Mexiko-Stadt und Rosmalen 1994. Auf der ATP Challenger Tour errang er 1994 den Doppeltitel von Singapur. Seine höchste Notierung in der Tennisweltrangliste erreichte er 1990 mit Position 277 im Einzel sowie 1994 mit Position 77 im Doppel.
Sein bestes Einzelergebnis bei einem Grand-Slam-Turnier war das Erreichen der zweiten Runde der French Open 1993 durch einen Sieg über Frédéric Fontang. In der Doppelkonkurrenz erreichte er 1994 an der Seite von Greg Van Emburgh die zweite Runde von Wimbledon durch einen Sieg über Darren Cahill und John Fitzgerald.

## Erfolge
| Legende                       |
| Grand Slam                    |
| Tennis Masters Cup            |
| ATP Masters Series            |
| ATP International Series Gold |
| ATP International Series      |
| ATP Challenger Series (1)     |

### Doppel

#### Turniersiege
| Nr. | Datum              | Turnier  | Belag     | Partner      | Finalgegner                       | Ergebnis |
| --- | ------------------ | -------- | --------- | ------------ | --------------------------------- | -------- |
| 1.  | 25. September 1994 | Singapur | Hartplatz | Sander Groen | Leonardo Lavalle Danilo Marcelino | 6:2, 7:6 |

#### Finalteilnahmen
| Nr. | Datum            | Turnier           | Belag | Partner           | Finalgegner               | Ergebnis      |
| --- | ---------------- | ----------------- | ----- | ----------------- | ------------------------- | ------------- |
| 1.  | 10. Juli 1993    | Båstad            | Sand  | Tomas Nydahl      | Henrik Holm Anders Järryd | 1:6, 6:3, 3:6 |
| 2.  | 30. Oktober 1993 | Santiago de Chile | Sand  | Christer Allgårdh | Mike Bauer David Rikl     | 6:7, 4:6      |